# Jennifer Newrkla
Jennifer Newrkla (* 4. Juli 1984 in Wien) ist eine österreichische Schauspielerin.

## Leben und Karriere
Newrklas Mutter ist Österreicherin, ihr Vater Kroate. Von 2003 bis 2006 wurde sie an der Schauspielschule Krauss in Wien ausgebildet und sie absolvierte daraufhin von 2006 bis 2010 ein Studium der Film- und Theaterwissenschaft am Lee Strasberg Theatre and Film Institute in New York City.
Seit 2003 wirkt sie als Schauspielerin vor der Kamera in Film-und-Fernsehproduktionen mit. Von August 2014 (Folge 2053) bis Juli 2015 (Folge 2265) spielte Newrkla die weibliche Protagonistin Julia Wegener in der 10. Staffel der ARD-Telenovela Sturm der Liebe. Im Juni 2020 war sie in der Sonderfolge Die schönsten Momente: Pauline und Leonard in selbiger Rolle nochmals zu sehen.
Newrkla lebt in Wien.

## Filmografie
- 2003: Special Unit AT 13 – Schachmatt
- 2007: Mitten im 8en (Fernsehserie, 2 Folgen)
- 2008: SOKO Wien (Fernsehserie, 1 Folge)
- 2010: Aschenputtel
- 2010: FC Rückpass (TV-Miniserie)
- 2010: Vitásek? (Fernsehserie, 1 Folge)
- 2011: Das Glück dieser Erde (TV-Miniserie)
- 2011: Menschen & Mächte (Fernsehserie, 1 Folge)
- 2012: SOKO Kitzbühel (Fernsehserie, 1 Folge)
- 2013: Die Rosenheim-Cops (Fernsehserie, 1 Folge)
- 2014: Die Detektive (Fernsehserie, 1 Folge)
- 2014–2015, 2020: Sturm der Liebe (Fernsehserie)
- 2016: Wir sind Kaiser (Fernsehserie, 1 Folge)
- 2017: CopStories (Fernsehserie, 1 Folge)
- 2017: Nisa (Kurzfilm)
- 2018: Meiberger – Im Kopf des Täters (Fernsehserie, 1 Folge)